# Dreiband-Europameisterschaft 1953

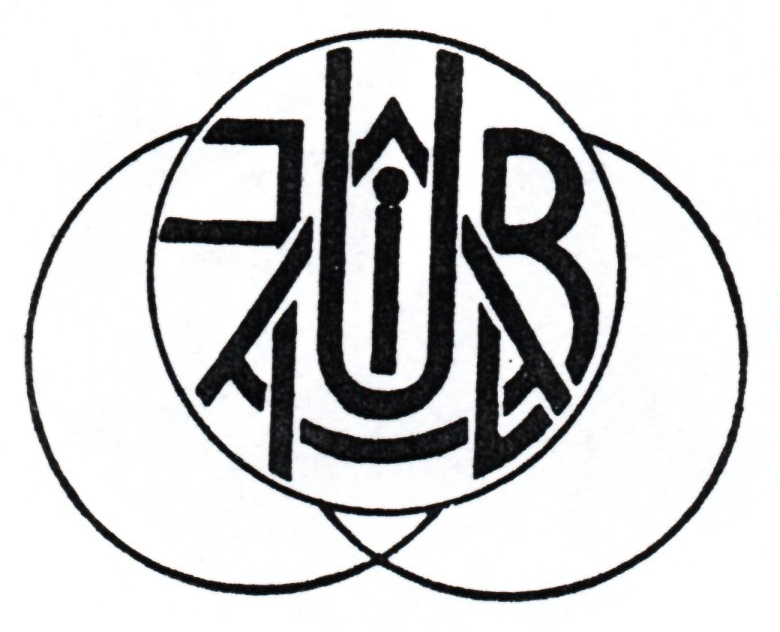
Logo UIFAB (ausrichtender Verband)

Veranstaltungsort: Madrid

Die Dreiband-Europameisterschaft 1953 war das zehnte Turnier in dieser Disziplin des Karambolage und fand vom 28. bis zum 31. Mai 1953 im spanischen Madrid statt.

## Geschichte
Zum zweiten Mal nach 1948 war die spanische Hauptstadt Austragungsort dieser Europameisterschaft. Zum dritten Mal in Folge ging der Titel an den Belgier René Vingerhoedt. Wieder sicherte er sich auch alle  Turnierrekorde und blieb ohne Spielverlust. Wie schon im Vorjahr kam August Tiedtke aus Deutschland auf Platz zwei. Diese Konstellation sollte es, bis 1960, insgesamt noch sechs Mal geben. Tiedtke gelang es nie  Vingerhoedt zu schlagen.
Der Turnierdurchschnitt lag zum ersten Mal bei einer EM über 0,700. Drei Spieler mit einem Einzeldurchschnitt (BED) von über 1,000 waren ein kleiner Nebenrekord dieser EM.

## Modus
Gespielt wurde „Jeder gegen Jeden“ bis 50 Punkte mit Nachstoß/Aufnahmegleichheit.

## Abschlusstabelle
| MP    | Match Points (Sieger = 2; Unentschieden = 1; Verlierer = 0) |
| Pkte. | Erzielte Karambolagen                                       |
| Aufn. | Benötigte Versuche                                          |
| GD    | Generaldurchschnitt                                         |
| BED   | Bester Einzeldurchschnitt eines Spielers                    |
| HS    | Höchstserie                                                 |
|       | Bester GD des Turniers                                      |
|       | Bester ED des Turniers                                      |
|       | Beste HS des Turniers                                       |
|       | 1. Platz (Gold)                                             |
|       | 2. Platz (Silber)                                           |
|       | 3. Platz (Bronze)                                           |

| Platz                      | Name              | MP   | Pkte. | Aufn. | GD    | BED   | HS |
| -------------------------- | ----------------- | ---- | ----- | ----- | ----- | ----- | -- |
| 1                          | René Vingerhoedt  | 14:0 | 350   | 348   | 1,005 | 1,428 | 8  |
| 2                          | August Tiedtke    | 9:5  | 341   | 428   | 0,796 | 0,943 | 7  |
| 3                          | António Ventura   | 8:6  | 306   | 450   | 0,680 | 0,877 | 5  |
| 4                          | Joaquín Domingo   | 6:8  | 324   | 453   | 0,715 | 0,806 | 7  |
| 5                          | Pierre Fauconnier | 6:8  | 292   | 427   | 0,683 | 1,041 | 7  |
| 6                          | Alfred Lagache    | 5:9  | 286   | 454   | 0,629 | 0,746 | 6  |
| 7                          | João Pereira      | 4:10 | 286   | 440   | 0,650 | 1,020 | 7  |
| 8                          | Jan Sweering      | 4:10 | 254   | 452   | 0,561 | 0,657 | 5  |
| Turnierdurchschnitt: 0,706 |                   |      |       |       |       |       |    |